# Інгеборг Верн Бугге
Інгеборг Верн Бугге (5 березня 1899 , Осло  — 26 січня 1991 , Нака (Швеція), лен Стокгольм ) — шведська архітекторка, одна з перших формально дипломованих жінок-архітекторів у Швеції. Проєктувала житлові будинки та школи, працювала над проєктами реконструкції церков.

## Біографія
Інгеборг Верн Бугге народилася 1899 року в Осло у родині судновласника Дагфінна Багге та Елізабет Верн. Після розлучення батьків вона переїхала з матір'ю та братом до Гетеборга в 1902 році, а звідти — до Стокгольма. Закінчила заклад загальної середньої освіти в 1918 році з найкращими оцінками з англійської мови, філософії, шведської мови та малювання.

### Навчання
Вона почала вивчати архітектуру в Королівському технологічному інституті в 1919 році після того, як була прийнята як «спеціальна студентка», оскільки жінок на той час зазвичай не приймали до закладів вищої освіти До цього часу вона вже кілька місяців практикувала архітектуру у фірмі Folke Bensow і завдяки своїм навичкам розпочала навчання на другому курсі.  Вона була четвертою жінкою, яку коли-небудь допустили, після Агнес Магнелл, Анни Бранзелл і Сігне Крістенсен. Закінчила навчання в 1922 році.
Після закінчення виїхала на навчання до Італії, Швейцарії та Німеччини. За це вона отримала стипендію від Фредріки-Бремер-Фьорбундет. Коли вона повернулася до Швеції, вона працювала на кількох різних архітекторів, зокрема на Фольке Бенсоу (1923), Карла Бергстена (1924—1926), Evert Milles. (1927) та Karl Güettler (1928). У 1926—1928 рр. вивчала архітектуру в Королівському інституті мистецтв у професора Рагнара Естберга. Вона була першою жінкою, яка відвідала курс і отримала найвищу оцінку.  Вона також була першою жінкою, яка отримала ліцензію на архітектуру в Швеції.

### Робота
У 1929 році вона разом з іншим випускником Королівського технологічного інституту Кєрстіном Йоранссон-Люнгманом заснувала власне архітектурне бюро. Фірма працювала до 1936 року. Двоє архітекторів були особливо стурбовані складними умовами праці для жінок вдома і критично ставилися до маленьких кухонь, показаних під час Стокгольмської виставки в 1930 році. Разом вони опублікували книгу на цю тему в 1936 році. Партнерство з Göransson-Ljungman завершилося в 1936 році, після чого Верн Бугге продовжувала керувати фірмою сама. Деякий час вона займалася питаннями проєктування домашніх будинків, а також їздила до Швеції, щоб вивчати умови життя на фермах.
Вона також викладала у сільській місцевості на курсах, організованих Фредрікою-Бремер-Фьорбундет та Шведською ремісничою асоціації. Крім того, Інгеборг Верн Бугге писала книги та статті. У 1953 році Багге прийняв роботу в будівельній раді в культурному агентстві і зосередився на реставрації церков та інших споруд, як-от Китайський павільйон в Дротнінгхольмі. Вона була членом ряду товариств та організацій, у тому числі Шведська технологічна асоціація, Шведська асоціація архітекторів, а також жіноча асоціація Nya Idun. Вона працювала в Організації Об'єднаних Націй у Парижі в 1953 році і була членом муніципальної ради муніципалітету Нака в 1955—1969 роках. У 1974 році вийшла на пенсію.